# Maureen O'Toole
Maureen O'Toole, detta Mo (Long Beach, 24 marzo 1961), è un'ex pallanuotista e allenatrice di pallanuoto statunitense; con la nazionale, da giocatrice, ha conquistato una medaglia d'argento olimpica a Sydney 2000 e due di bronzo mondiali a Madrid 1986 e Perth 1991.
Durante il suo periodo di attività agonistica era considerata la più forte giocatrice al mondo ed ancora oggi viene annoverata tra le migliori pallanuotiste della storia.
È madre di Kelly Mendoza, a sua volta pallanuotista di alto livello.

## Biografia

### Carriera da giocatrice
Iniziò a giocare a pallanuoto nella squadra maschile studentesca del Long Beach City College, poiché all'epoca non esisteva la formazione femminile; nel 1978, a 17 anni di età, entrò a far parte della nazionale statunitense, della quale fu una presenza costante fino al 1994, anno in cui decise di ritirarsi dalle competizioni, ad eccezione di un periodo a cavallo tra il 1991 ed il 1992 dove si fermò per maternità. In questi anni conquistò due medaglie di bronzo nelle prime due edizioni dei campionati mondiali di Madrid 1986 e Perth 1991 ed il quarto posto in quelli di Roma 1994, nonché la vittoria nella prima edizione della Coppa del Mondo di Merced 1979, a cui seguirono anche quattro medaglie d'argento nelle seguenti rassegne di questa stessa competizione.
Dopo che nel 1997 il CIO inserì la pallanuoto femminile nel programma olimpico, l'allenatrice della squadra statunitense Sandra Nitta chiese alla O'Toole di tornare nuovamente ad allenarsi e provare a partecipare all'esordio della disciplina ai Giochi; la sua risposta non si fece attendere, lasciò il suo lavoro e ritornò a gareggiare con la calottina della nazionale prendendo parte ai mondiali di Perth 1998 chiusi all'ottavo posto, alla prima edizione dei Giochi panamenricani di Winnipeg 1999 in cui ottenne la medaglia d'argento e, raggiunta la qualificazione, anche alle Olimpiadi di Sydney 2000 dove disputò sette partite segnando sette gol e giunse al secondo posto perdendo la finale contro le padrone di case dell'Australia, che segnarono il controverso gol decisivo ad un secondo dallo scadere della partita. Successivamente alla conquista dell'argento olimpico colto a 39 anni di età, che fecero di lei l'atleta più anziana in vasca in quell'edizione dei Giochi, concluse definitivamente la sua carriera agonistica.

### Carriera da allenatrice
Tra il 1991 ed il 1995 allenò la squadra studentesca maschile e femminile di nuoto e quella di pallanuoto maschile del Rio Hondo College e tra il 1996 ed il 1998 venne nominata capoallenatrice della formazione di pallanuoto femminile delle Golden Bears con le quali terminò al secondo posto il campionato nazionale in tutte e tre le stagioni.

### Riconoscimenti
Nel 2003 venne inserita nella Hall of Fame della pallanuoto statunitense e nel 2010 in quella internazionale degli sport natatori.

## Palmarès

### Nazionale
- Olimpiadi

1 argento: Sydney 2000
- Mondiali

2 bronzi: Madrid 1986 e Perth 1991
- Coppa del Mondo

1 oro: Merced 1979
4 argenti: Breda 1980, Sainte-Foy 1983, Irvine 1984 e Eindhoven 1989
- Giochi panamericani

1 argento: Winnipeg 1999